# Clint Richardson
Pour les articles homonymes, voir Richardson.
Clint Richardson, né le 7 août 1956 à Seattle, dans l'État de Washington, est un ancien joueur américain de basket-ball. Il évolue durant sa carrière au poste d'arrière.

## Palmarès
- Champion NBA 1983